# العلاقات الفنزويلية المولدوفية
العلاقات الفنزويلية المولدوفية هي العلاقات الثنائية التي تجمع بين فنزويلا ومولدوفا.

## مقارنة بين البلدين
هذه مقارنة عامة ومرجعية للدولتين:
| وجه المقارنة                                              | فنزويلا                                  | مولدوفا                           |
| --------------------------------------------------------- | ---------------------------------------- | --------------------------------- |
| المساحة (كم2)                                             | 916.45 ألف                               | 33.85 ألف                         |
| عدد السكان (نسمة)                                         | 28.87 مليون                              | 2.55 مليون                        |
| الكثافة السكانية (ن./كم²)                                 | 31.5                                     | 75.33                             |
| العاصمة                                                   | كاراكاس                                  | كيشيناو                           |
| اللغة الرسمية                                             | اللغة الإسبانية، لغة الإشارة الفنزويلية ‏ | اللغة المولدوفية، اللغة الرومانية |
| العملة                                                    | بوليفار فنزويلي                          | ليو مولدوفي                       |
| الناتج المحلي الإجمالي (بليون دولار)                      | 482.36 مليار                             | 8.13 مليار                        |
| الناتج المحلي الإجمالي (تعادل القوة الشرائية) بليون دولار |                                          | 17.94 مليار                       |
| الناتج المحلي الإجمالي الاسمي للفرد دولار أمريكي          |                                          | 3.65 ألف                          |
| الناتج المحلي الإجمالي للفرد دولار أمريكي                 |                                          | 4.98 ألف                          |
| مؤشر التنمية البشرية                                      | 0.762                                    | 0.693                             |
| رمز المكالمات الدولي                                      | +58                                      | +373                              |
| رمز الإنترنت                                              | .ve                                      | .md                               |
| المنطقة الزمنية                                           | 00                                       | ت ع م+02:00، ت ع م+03:00          |

## منظمات دولية مشتركة
يشترك البلدان في عضوية مجموعة من المنظمات الدولية، منها:
| علم المنظمة | اسم المنظمة                        | تاريخ انضمام فنزويلا | تاريخ انضمام مولدوفا |
| ----------- | ---------------------------------- | -------------------- | -------------------- |
|             | يونسكو                             | 25 نوفمبر 1946       | 27 مايو 1992         |
|             | وكالة ضمان الاستثمار متعدد الأطراف | 9 مايو 1994          | 9 يونيو 1993         |
|             | الأمم المتحدة                      | 15 نوفمبر 1945       | 2 مارس 1992          |
|             | الاتحاد البريدي العالمي            | ?                    | ?                    |
|             | البنك الدولي للإنشاء والتعمير      | 30 ديسمبر 1946       | 12 أغسطس 1992        |
|             | الاتحاد الدولي للاتصالات           | 13 أغسطس 1920        | 20 أكتوبر 1992       |
|             | منظمة حظر الأسلحة الكيميائية       | ?                    | ?                    |
|             | مؤسسة التمويل الدولية              | 28 ديسمبر 1956       | 10 مارس 1995         |
|             | منظمة التجارة العالمية             | ?                    | ?                    |
|             | منظمة الشرطة الجنائية الدولية      | ?                    | ?                    |

## وصلات خارجية
- موقع وزارة الخارجية الفنزويلية
- موقع وزارة الخارجية المولدوفية